# Olea europaea subsp. cuspidata
Olea europaea subsp. cuspidata és una subespècie d'olivera anteriorment considerada una espècie diferent i descrita com Olea cuspidata i Olea africana. Com a noms comuns ha rebut el d'"Olivera africana" (en anglès:African olive, "olivera silvestre" (wild olive), "arbre de ferro" (iron tree),(xinès) "olivera bruna" (brown olive), i "olivera d l'Índia" (Indian olive).

## Descripció
Aquest arbre és molt similar a l'olivera cultivada però se'n diferencia a primera vista pel fet de ser molt més embrancat. La seva alçada varia entre els 2 i els 15 m. Les fulles són oposades i arranjades de forma decussada, enteres de 3 a 7 cm de llargada i de 0,8 a 2,5 cm d'amplada. Els marges de la fulla són enters i recorbats. El pecíol mesura fins a 10 mm de llargada.
El fruits apareixen en panícules o inflorescència racemoses, monopòdiques de fins a 50 a 60mm de llargada. Normalment floreix a la primavera.
El fruit, l'oliva, és una drupa globosa i el·lipsoide de 6 mm de diàmetre i de 15 a 25 mm de llargada.
La seva fusta és molt preuada i duradora amb una olor intensa i característica, que es fa servir en ebenisteria i torneria de la fusta.

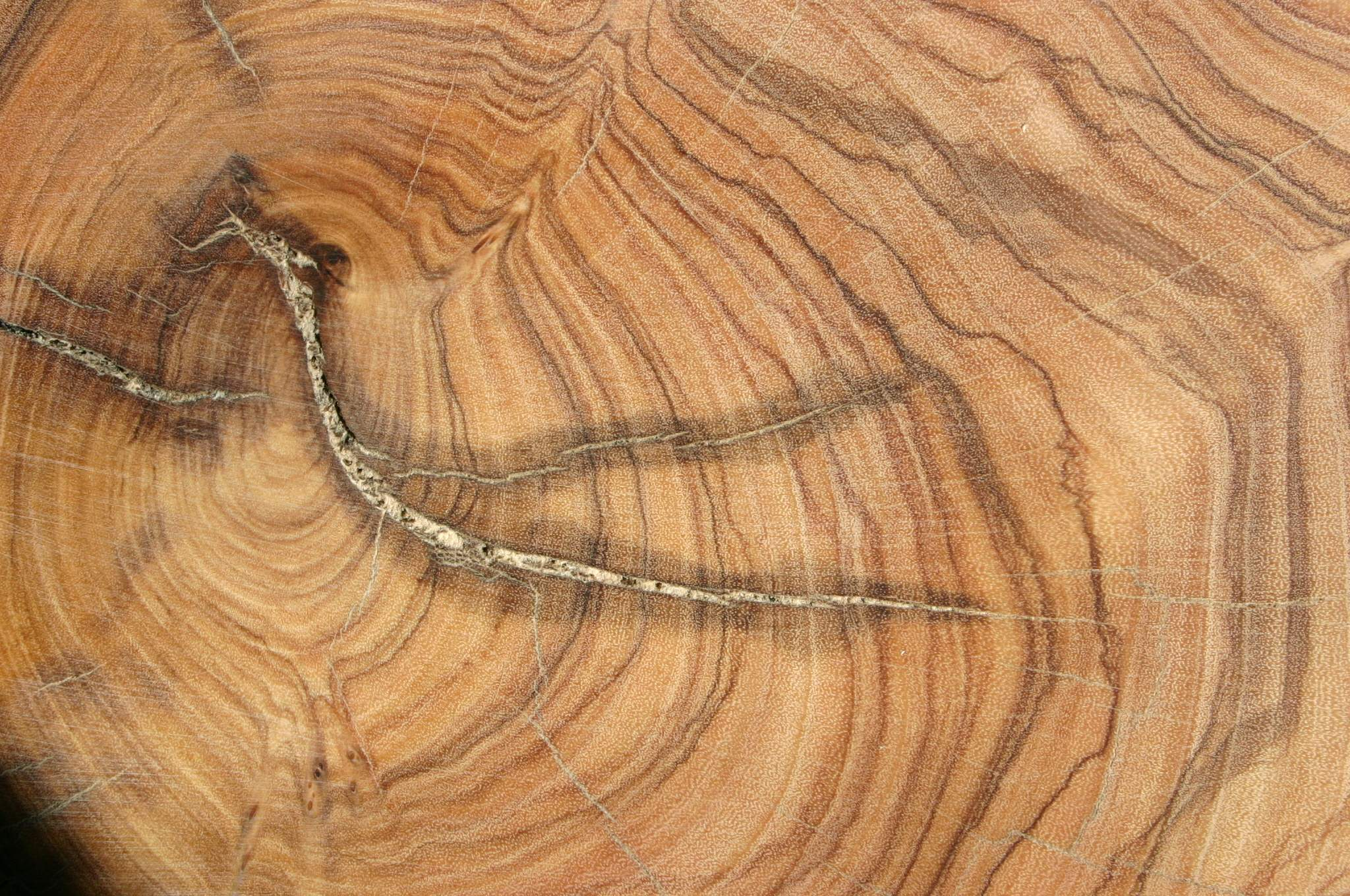

## Distribució
La seva distribució nativa va des d'Àfrica del Sud, tot el continent africà fins a l'Orient Mitjà, Paquistan, Índia i Xina. Els boscos subtropicals secs d'Olea europaea cuspidata es troben en l'ecoregió dels boscos de fulla ampla subtropicals de l'Himàlaia. En zones on no és una planta nativa, com Austràlia, es considera una mala herba, nociva.
La seva dispersió sembla principalment deguda als ocells.

## Imatges

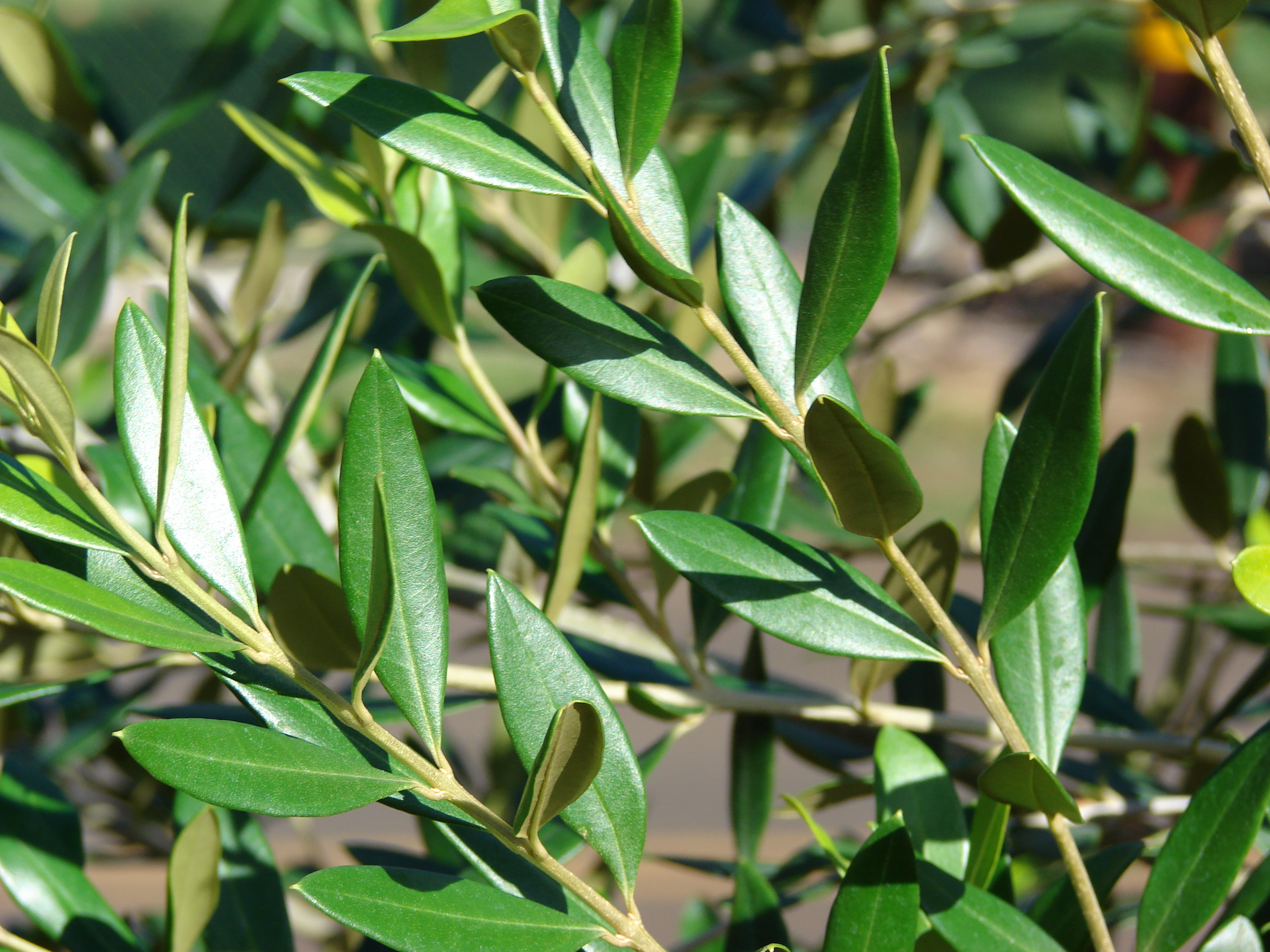
Fulles
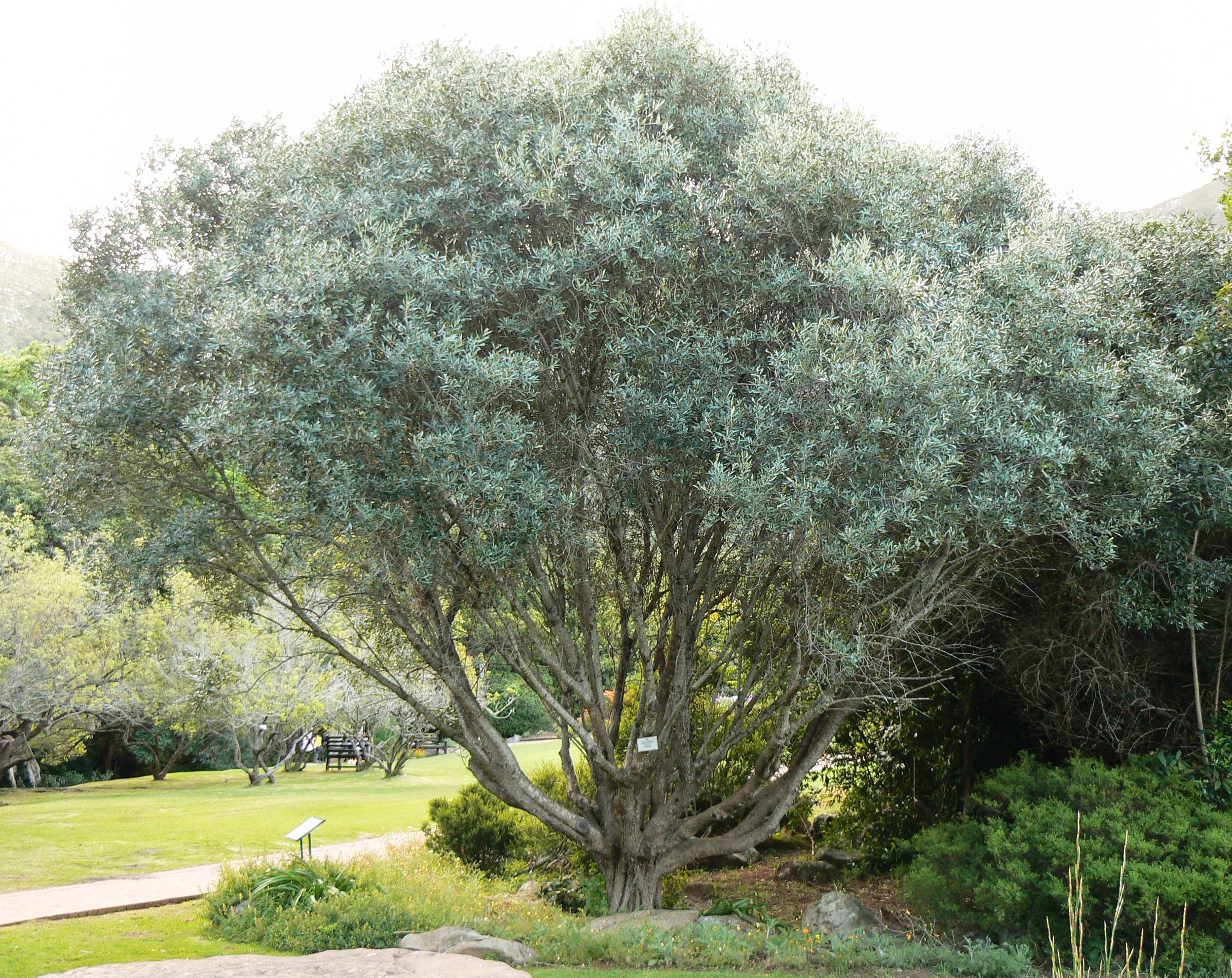
Un espècimen de Cape Town
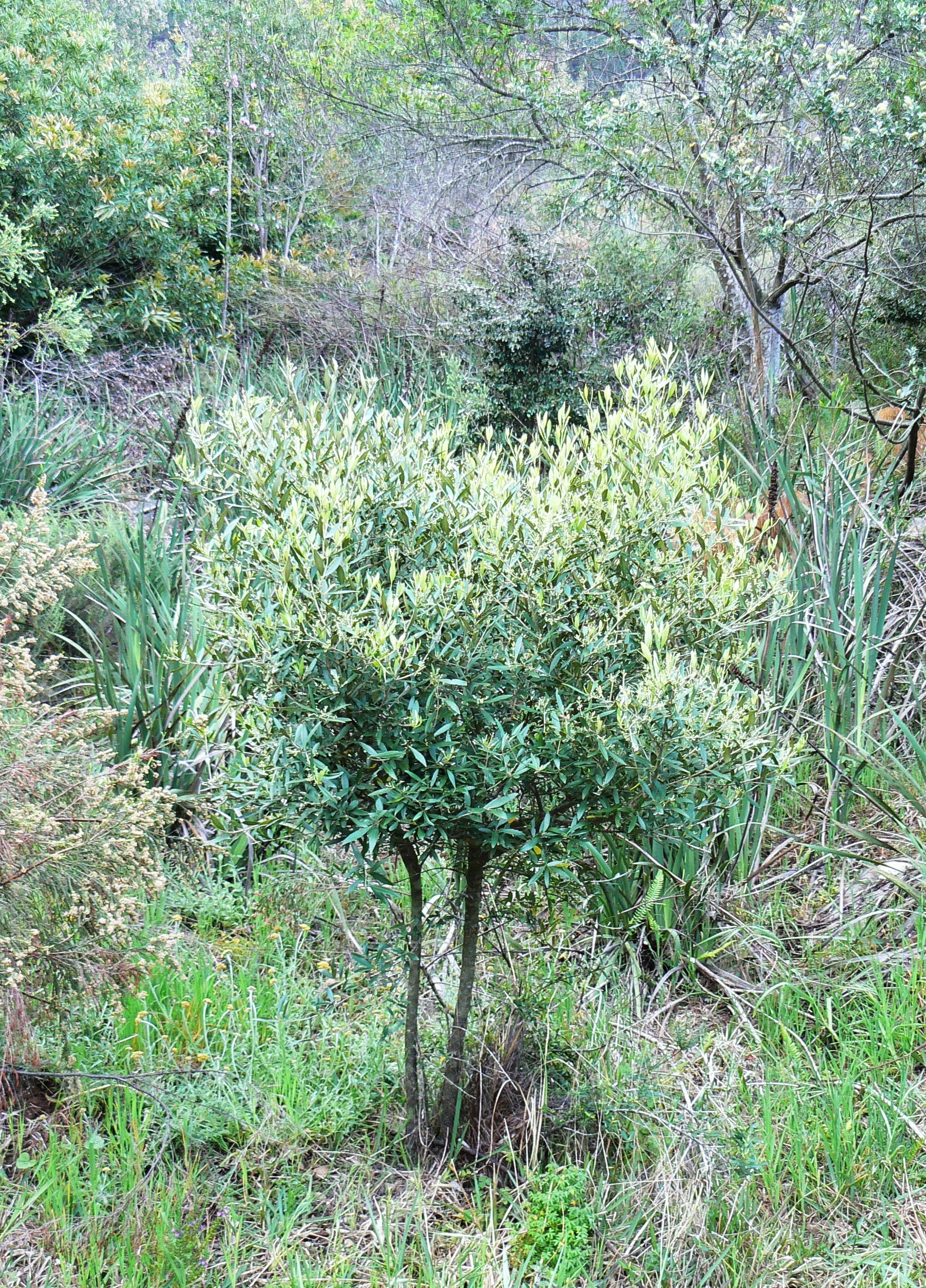
Arbret a Àfrica del Sud
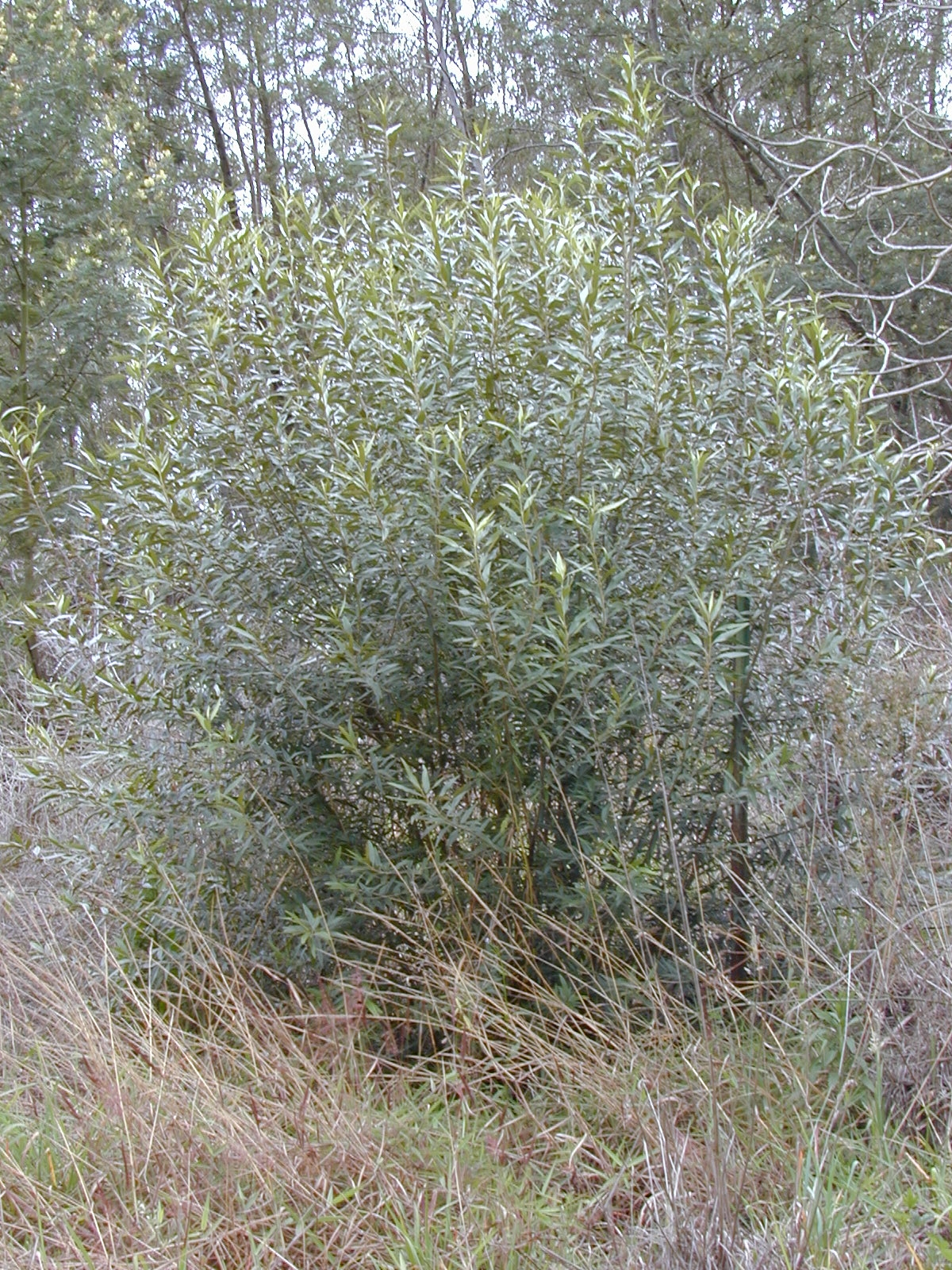
Introduït a Hawaii.